# Гореликова, Анна Вадимовна
Анна Вадимовна Гореликова (род. 3 июня 1992) — российская самбистка и дзюдоистка, серебряный призёр первенств России среди кадетов по дзюдо 2007 и 2008 годов, серебряный (2015) и бронзовый (2016, 2017, 2018, 2020) призёр чемпионатов России и Европы по самбо, мастер спорта России международного класса. Наставник Гореликовой А. В. Адамян. Выступает в легчайшей (до 48 кг) и полулёгкой (до 52 кг) весовых категориях.

## Спортивные результаты
- Первенство России по дзюдо среди кадетов 2007 — ;
- Первенство России по дзюдо среди кадетов 2008 — ;
- Чемпионат России по самбо 2015 — ;
- Чемпионат России по самбо 2016 — ;
- Чемпионат России по самбо 2017 — ;
- Чемпионат России по самбо 2018 — ;
- Чемпионат России по самбо 2020 — ;